# Thélis-la-Combe
Thélis-la-Combe là một xã trong tỉnh Loire miền trung nước Pháp.